# Палиев, Иосиф Яковлевич
Иосиф Яковлевич Палиев (1915—1990) — сельскохозяйственный деятель, Герой Социалистического Труда (1948).

## Биография
Иосиф Палиев родился 27 декабря 1915 года в селе Кияново (ныне — не существует, находилось на территории современного Белокуракинского района Луганской области Украины). Рано остался без родителей, рос в приёмной семье в Енакиево. В 1935 году Палиев окончил Донецкий техникум общественного питания, после чего работал шеф-поваром в ресторане. В 1936—1939 годах проходил службу в Рабоче-крестьянской Красной Армии, участвовал в боях на озере Хасан. Демобилизовавшись, продолжал работать в ресторане. В 1940 году Палиев окончил курсы усовершенствования командного состава запаса. Участвовал в боях Великой Отечественной войны, был тяжело ранен и уволен в запас по инвалидности.
Проживал в Харькове, работал начальником отдела рабочего снабжения на одном из городских заводов. С марта 1947 года Палиев руководил отделением № 1 совхоза «Красноармеец» в Белокуракинском районе. Несмотря на исключительно тяжёлые условия, он уже за первый год работы сумел добиться высоких урожаев, собрав в 1947 году по 31,9 центнера пшеницы с каждого из 44 гектаров закреплённой за отделением земли.
Указом Президиума Верховного Совета СССР от 13 марта 1948 года Иосиф Палиев был удостоен высокого звания Героя Социалистического Труда с вручением ордена Ленина и медали «Серп и Молот».
В 1949—1955 годах работал директором совхоза «Учебный» в Сватовском районе. В 1957 года он окончил Новочеркасскую двухлетнюю школу переподготовки директоров совхозов. Продолжал работать в различных совхозах и колхозах. Скончался 20 июля 1990 года, похоронен на Западном кладбище Сватово.
Был также награждён орденами Отечественной войны 1-й степени, Красной Звезды, «Знак Почёта», рядом медалей.